# Fala sinusoidalna

Wykresy sinusoidy i cosinusoidy są wykresami tej samej funkcji przesuniętymi w fazie

Fala sinusoidalna, sinusoida – funkcja często pojawiająca się w matematyce, muzyce, fizyce, elektrotechnice i wielu innych dziedzinach. Jej najbardziej podstawowa forma to:
{\displaystyle y(t)=A\cdot \sin(\omega t+\theta )}
opisująca funkcję czasu {\displaystyle t} gdzie:
{\displaystyle A} – amplituda,
{\displaystyle \omega } – pulsacja w radianach na sekundę (ściśle związana z częstotliwością w hercach),
{\displaystyle \theta } – przesunięcie fazowe (jeśli faza ma wartość różną od zera, wykres funkcji wygląda na przesunięty w czasie o {\displaystyle \theta /\omega } sekund).
Fala sinusoidalna zachowuje swój kształt po dodaniu do innej sinusoidy o tej samej częstotliwości i dowolnej fazie. Jest to jedyna funkcja okresowa o tej własności. Sinusoida jest także punktem wyjścia dla analizy fourierowskiej – polegającej na przedstawianiu funkcji okresowych jako sumy fal sinusoidalnych o różnych częstotliwościach i fazach. Fala ta jest ponadto wyjątkowa pod względem akustycznym – uważana za najczystszy dźwięk o danej częstotliwości.